# Breg pri Mali Loki
Breg pri Mali Loki este o arie protejată (arie specială de conservare — SAC, sit de importanță comunitară — SCI) din Slovenia întinsă pe o suprafață de 4,54 ha, integral pe uscat.

## Localizare
Centrul sitului Breg pri Mali Loki este situat la coordonatele 45°56′33″N 14°43′12″E / 45.9425°N 14.7201°E.

## Înființare
Situl Breg pri Mali Loki a fost declarat sit de importanță comunitară în aprilie 2004 pentru a proteja un număr necunoscut de specii din flora spontană și fauna sălbatică aflate în arealul zonei. Situl a fost protejat și ca arie specială de conservare în februarie 2012.

## Biodiversitate
Situată în ecoregiunea continentală, aria protejată conține 1 habitat natural: Mlaștini calcaroase cu Cladium mariscus și specii de Caricion davallianae.
La baza desemnării sitului se află un număr nedeclarat de specii protejate.